# Nikschahr (Verwaltungsbezirk)
Nikschahr oder Nikshahr (persisch نیک‌شهر, DMG Nīkšahr) ist ein Schahrestan (persisch شهرستان) in der iranischen Provinz Sistan und Belutschistan. Er enthält die Stadt Nikschahr, welche die Hauptstadt des Verwaltungsbezirks ist. 

## Demografie
Bei der Volkszählung 2016 betrug die Einwohnerzahl des Schahrestan 141.894. Die Alphabetisierung lag bei 67 Prozent der Bevölkerung. Knapp 20 Prozent der Bevölkerung lebten in urbanen Regionen.
| Zensusjahr | Einwohnerzahl |
| ---------- | ------------- |
| 2011       | 110.000       |
| 2016       | 141.894       |